# Juhi Chawla
 (novembre 2009).
Si vous disposez d'ouvrages ou d'articles de référence ou si vous connaissez des sites web de qualité traitant du thème abordé ici, merci de compléter l'article en donnant les références utiles à sa vérifiabilité et en les liant à la section « Notes et références ».
Juhi Chawla (जूही चावला) est une actrice, animatrice de télévision, mannequin et productrice indienne, née le 13 novembre 1967 à Ambala dans l'État de l'Haryana.
Elle débute dans les films populaires puis apparaît également dans le cinéma d'auteur.

## Biographie
Juhi Chawla est l'aînée d'un père punjabi et d'une mère du gujarati, Mona. Elle a un frère, prénommé Sanjeev. Elle obtient un diplôme de la Faculté de Sydenham à Bombay. Par ailleurs elle est couronnée Miss Inde en 1984. 
Juhi Chawla est mariée à un industriel indien, Jai Mehta, et a deux enfants : Jhanvi, une fille née en 2001, et Arjun, un fils né en 2003.

## Carrière
Après s'être destinée à des concours de beauté, elle entre dans le monde du cinéma avec Sultanat en 1986. Puis elle tient le premier rôle dans un film kanada, Premaloka qui est un grand succès. Elle joue  également dans Goonj avec Kumar Gaurav. Son premier succès à Bollywood est Qayamat Se Qayamat Tak (Mansoor Khan, 1988), où elle tient le premier rôle avec un autre débutant, Aamir Khan. C'est un film important dans l'histoire de Bollywood car il marque le retour de la comédie romantique et des chansons sentimentales que les films d'action avaient fait disparaître des écrans indiens pendant les années 1970 et 1980. 
Juhi Chawla fait une courte apparition dans Chandni (1989), produit par Yash Raj Films. Plus tard, elle joue dans le film très critiqué Aaina (1993) aux côtés  de Jackie Shroff, et puis dans un des plus gros succès commerciaux de 1993, Darr (Yash Chopra),  avec Sunny Deol et Shahrukh Khan.
Ayant débuté dans des films commerciaux, Juhi Chawla apparaît désormais dans le cinéma indien de toutes catégories. 
Elle a reçu le prix de la meilleure actrice en 1993 pour Hain Rahi Pyar Ke. Ses associations avec Aamir Khan, Qayamat Se Qayamat Tak (1989), Hain Rahi Pyar Ke (1993) et Ishq (1997) ainsi que celles avec Shahrukh Khan, Raju Ban Gaya Gentleman (1992), Darr (1993), Ram Jaane (1995) et  Yes Boss (1997), l'ont menée de nombreuses fois au succès. 
Juhi Chawla devient productrice et fonde une société de production appelée Dreamz Unlimited avec Shahrukh Khan et le réalisateur Aziz Mirza. Malheureusement les deux premiers films qu'ils produisent, Phir Bhi Dil Hai Hindustani et Asoka, sont des échecs. Leur troisième film, Chalte Chalte, est le premier succès de Dreamz Unlimited mais également leur dernière production commune. 
Juhi Chawla est récemment apparue dans des films acclamés par la critique - 3 Deewarein, 7½ Phere et My Brother... Nikhil - pour lequel Taran Adarsh est allé jusqu'à dire que sa performance était parmi les meilleurs de sa carrière. Elle a reçu une récompense "Star Screen Award de la meilleure actrice" pour 3 Deewarein. 
Elle a ensuite joué dans Salaam-e-Ishq de Nikhil Advani, pour lequel elle a obtenu de bonnes critiques. Elle a également tenu le premier rôle avec Urmila Matondkar dans Bas Ek Pal en 2006.

## Filmographie

### Actrice
| Année | Film                             | Rôle                      | Réalisateur                 | Partenaire(s)                                               | Notes                                                                         |
| ----- | -------------------------------- | ------------------------- | --------------------------- | ----------------------------------------------------------- | ----------------------------------------------------------------------------- |
| 1986  | Sultanat                         | Zarina                    | Mukul S. Anand              | Dharmendra, Amrish Puri, Shakti Kapoor                      |                                                                               |
| 1987  | Premaloka                        | Shashikala                | Ravichandran                | Ravichandran, Leelavathi, Lokesh                            | Film kannada                                                                  |
| 1988  | Qayamat Se Qayamat Tak           | Rashmi Singh              | Mansoor Khan                | Aamir Khan, Dalip Tahil, Alok Nath                          | Filmfare Lux New Face Award Nomination—Filmfare Award de la meilleure actrice |
| 1988  | Paruva Ragam                     | Shashikala                | Ravichandran                | Ravichandran, Manorama, Jayachitra                          | Film tamoul                                                                   |
| 1989  | Chandni                          | Devika                    | Yash Chopra                 | Sridevi, Rishi Kapoor, Vinod Khanna                         | Cameo                                                                         |
| 1989  | Kindari Jogi                     | Ganga                     | Ravichandran                | Ravichandran                                                | Film kannada                                                                  |
| 1989  | Vicky Dada                       | Shyamalee                 | Kodanda Rami Reddy A.       | Nagarjuna Akkineni, Radha, Srividya                         | Film telougou                                                                 |
| 1989  | Love Love Love                   | Reema Goswami             | Babbar Subhash              | Aamir Khan, Gulshan Grover, Dalip Tahil                     |                                                                               |
| 1989  | Goonj                            | Sangeeta Kalekar          | Jalal Agha                  | Kumar Gaurav, Tinnu Anand                                   |                                                                               |
| 1990  | Kaafila                          | Kalpana Awasti            | Sudhanshu Hakku             | Uday Tikekar, Sadashiv Amrapurkar, Paresh Rawal             |                                                                               |
| 1990  | Swarg                            | Jyoti                     | David Dhawan                | Rajesh Khanna, Govinda, Madhavi                             |                                                                               |
| 1990  | Prathibandh                      | Shanti                    | Ravi raja Pinisetty         | Chiranjeevi, Rami Reddy, J V Somayajulu                     | Nomination—Filmfare Award de la meilleure actrice                             |
| 1990  | Tum Mere Ho                      | Paro / Nagin              | Tahir Hussain               | Aamir Khan, Ajit Vachani                                    |                                                                               |
| 1990  | Zahreelay                        | Chamki                    | Jyotin Goel                 | Jeetendra, Sanjay Dutt, Chunky Pandey                       |                                                                               |
| 1990  | Shandaar                         | Tulsi                     | Vinod Dewan                 | Birbal, Mithun Chakraborty, Tanuja                          |                                                                               |
| 1990  | C.I.D.                           | Inspecteur Raksha Sharma  | Ajay Goel                   | Vinod Khanna, Amrita Singh, Suresh Oberoi, Aftab Shivdasani |                                                                               |
| 1991  | Shanti Kranti                    | Jyothi                    | Ravichandran                | Nagarjuna, Ravichandran, Ananth Nag                         | Film telougou                                                                 |
| 1991  | Shanthi Kranti                   | Jyothi                    | Ravichandran                | Ravichandran, Ramesh Aravind, Ananth Nag                    | Film kannada                                                                  |
| 1991  | Shanthi Kranti                   | Jyothi                    | Ravichandran                | Rajinikanth, Ravichandran, Ananth Nag                       |                                                                               |
| 1991  | Nattukku Oru Nallavan            | Jyothi                    | Ravichandran                | Rajinikanth, Ravichandran, Ananth Nag                       | Film tamoul                                                                   |
| 1991  | Benaam Badsha                    | Jyoti                     | K. Ravi Shankar             | Anil Kapoor, Shilpa Shirodkar                               |                                                                               |
| 1991  | Karz Chukana Hai                 | Radha                     | Vimal Kumar                 | Govinda                                                     |                                                                               |
| 1991  | Bhabhi                           | Asha                      | Kishore Vyas                | Bhanupriya, Govinda, Gulshan Grover                         |                                                                               |
| 1992  | Bol Radha Bol                    | Radha                     | David Dhawan                | Rishi Kapoor                                                | Nomination—Filmfare Award de la meilleure actrice                             |
| 1992  | Radha Ka Sangam                  | Rupa                      | Kirti Kumar                 | Abhimanyu, Ragesh Asthana, Govinda                          |                                                                               |
| 1992  | Raju Ban Gaya Gentleman          | Renu                      | Aziz Mirza                  | Shahrukh Khan, Nana Patekar, Amrita Singh                   |                                                                               |
| 1992  | Mere Sajana Saath Nibhana        | Janki                     | Rajesh Vakil                | Mithun Chakraborty, Shantipriya, Prem Chopra                |                                                                               |
| 1992  | Bewafa Se Wafa                   | Ruksaar                   | Saawan Kumar Tak            | Vivek Mushran, Nagma                                        |                                                                               |
| 1992  | Daulat Ki Jung                   | Asha Agrawal              | S.A. Kader                  | Aamir Khan                                                  |                                                                               |
| 1993  | Lootere                          | Anjali                    | Dharmesh Darshan            | Sunny Deol, Naseeruddin Shah, Pooja Bedi                    |                                                                               |
| 1993  | Shatranj                         | Radha                     | Aziz Sejawal                | Mithun Chakraborty, Jackie Shroff, Divya Bharti             |                                                                               |
| 1993  | Izzat Ki Roti                    | Jyoti Prasad              | K. Pappu                    | Sunny Deol                                                  |                                                                               |
| 1993  | Pehla Nasha                      | Elle-même                 | Ashutosh Gowariker          | Deepak Tijori, Pooja Bhatt, Raveena Tandon, Paresh Rawal    |                                                                               |
| 1993  | Tadipar                          | Tadipaar (rêve)           | Mahesh Bhatt                |                                                             | Cameo                                                                         |
| 1993  | Aaina                            | Reema Mathur              | Deepak Sareen               | Jackie Shroff, Amrita Singh                                 |                                                                               |
| 1993  | Darr                             | Kiran Awasti              | Yash Chopra                 | Shahrukh Khan, Sunny Deol                                   |                                                                               |
| 1993  | Hum Hain Rahi Pyar Ke            | Vyaijanti Iyer            | Mahesh Bhatt                | Aamir Khan                                                  | Filmfare Award de la meilleure actrice                                        |
| 1993  | Kabhi Haan Kabhi Naa             |                           | Kundan Shah                 |                                                             | Participation exceptionnelle                                                  |
| 1994  | Eena Meena Deeka                 | Meena                     | David Dhawan                | Vinod Khanna, Rishi Kapoor                                  |                                                                               |
| 1994  | The Gentleman                    |                           | Mahesh Bhatt                | Chiranjeevi, Paresh Rawal                                   |                                                                               |
| 1994  | Andaz                            | Saraswati                 | David Dhawan                | Anil Kapoor, Karisma Kapoor                                 |                                                                               |
| 1994  | Andaz Apna Apna                  | Elle-même                 | Rajkumar Santoshi           |                                                             | Participation exceptionnelle                                                  |
| 1994  | Ghar Ki Izzat                    | Geeta                     | Kalpataru                   | Jeetendra, Rishi Kapoor                                     |                                                                               |
| 1994  | Bhagyavan                        | Geeta                     | S.K. Subash                 | Govinda, Johnny Lever                                       |                                                                               |
| 1994  | Pramaatma                        | Rajni                     | Bapu (en)                   | Mithun Chakraborty, Amrish Puri                             |                                                                               |
| 1994  | Saajan Ka Ghar                   | Laxmi                     | Surendra Kumar Bohra        | Rishi Kapoor                                                |                                                                               |
| 1995  | Ram Jaane                        | Bela                      | Rajiv Mehra                 | Shahrukh Khan, Vivek Mushran                                |                                                                               |
| 1995  | Kartavya                         | Kajal Sahay               | Raj Kanwar                  | Sanjay Kapoor, Amrish Puri, Om Puri                         |                                                                               |
| 1995  | Naajayaz                         | Inspecteur Sandhya        | Mahesh Bhatt                | Ajay Devgan, Naseeruddin Shah                               |                                                                               |
| 1995  | Aatank Hi Aatank                 | Neha                      | Dilip Shankar               | Aamir Khan, Rajinikanth                                     |                                                                               |
| 1996  | Talaashi                         |                           | Tulsi Ramsay et Syam Ramsay | Jackie Shroff, Om Puri                                      |                                                                               |
| 1996  | Loafer                           | Kiran Mathur              | David Dhawan                | Anil Kapoor                                                 |                                                                               |
| 1996  | Bandish                          | Kanta                     | Prakash Jha                 | Jackie Shroff,Guddi Maruti, Paresh Rawal                    |                                                                               |
| 1996  | Daraar                           | Priya Bhatia              | Abbas-Mustan                | Arbaaz Khan, Rishi Kapoor                                   | Nomination—Filmfare Award de la meilleure actrice                             |
| 1997  | Yes Boss                         | Seema Kapoor              | Aziz Mirza                  | Shahrukh Khan, Aditya Pancholi                              | Nomination—Filmfare Award de la meilleure actrice                             |
| 1997  | Ishq                             | Madhu                     | Indra Kumar                 | Aamir Khan, Kajol, Ajay Devgan                              |                                                                               |
| 1997  | Mr. and Mrs. Khiladi             | Shalu                     | David Dhawan                | Akshay Kumar                                                |                                                                               |
| 1997  | Deewana Mastana                  | Dr Neha Sharma            | David Dhawan                | Anil Kapoor, Govinda,                                       |                                                                               |
| 1998  | Saat Rang Ke Sapne               | Jalima                    | Priyadarshan                | Arvind Swamy, Anupam Kher, Farida Jalal, Satish Shah        |                                                                               |
| 1998  | Harikrishnans                    | Mira Varma                | Fazil                       | Mammootty, Mohanlal                                         | Film malayalam                                                                |
| 1998  | Duplicate                        | Sonia Kapoor              | Mahesh Bhatt                | Shahrukh Khan, Sonali Bendre                                |                                                                               |
| 1998  | Jhooth Bole Kauwa Kaate          | Urmila Abhyankar          | Hrishikesh Mukherjee        | Anil Kapoor, Amrish Puri, Reema Lagoo, Anupam Kher          |                                                                               |
| 1999  | Safari                           | Anjali Agarwal            | Jyotin Goel                 | Sanjay Dutt, Tanuja                                         |                                                                               |
| 1999  | Arjun Pandit                     | Nisha Chopra              | Rahul Rawail                | Sunny Deol, Saurabh Shukla                                  |                                                                               |
| 1999  | Shaheed Uddham Singh             | Noor Jehan                | Chitraarth                  | Raj Babbar, Amrish Puri                                     |                                                                               |
| 2000  | Gang                             | Sanam                     | Mazhar Khan                 | Jackie Shroff, Nana Patekar                                 |                                                                               |
| 2000  | Karobaar: The Business of Love   | Seema Saxena              | Rakesh Roshan               | Rishi Kapoor, Anil Kapoor                                   |                                                                               |
| 2000  | Phir Bhi Dil Hai Hindustani      | Ria Banerjee              | Aziz Mirza                  | Shahrukh Khan                                               |                                                                               |
| 2001  | One 2 Ka 4                       | Geeta Chowdhary           | Shashilal K. Nair           | Shahrukh Khan                                               |                                                                               |
| 2001  | Ek Rishtaa                       | Priti Kapoor              | Suneel Darshan              | Amitabh Bachchan, Akshay Kumar, Karisma Kapoor              |                                                                               |
| 2001  | Aamdani Atthani Kharcha Rupaiyaa | Jhoomri                   | K. Raghavendra Rao          | Govinda, Tabu                                               |                                                                               |
| 2003  | 3 Deewarein                      | Chandrika                 | Nagesh Kukunoor             | Nagesh Kukunoor, Naseeruddin Shah, Jackie Shroff            |                                                                               |
| 2003  | Jhankaar Beats                   | Shanti                    | Sujoy Ghosh                 | Sanjay Suri, Rahul Bose, Riya Sen                           |                                                                               |
| 2004  | Des Hoya Pardes                  | Jassi                     | Manoj Punj                  | Gurdas Maan, Divya Dutta, Parmeet Sethi                     | Film Punjabi                                                                  |
| 2005  | My Brother…Nikhil                | Anamika                   | Onir                        | Sanjay Suri, Victor Banerjee                                |                                                                               |
| 2005  | Paheli                           | Gajrobai                  | Amol Palekar                | Shahrukh Khan, Rani Mukherjee                               |                                                                               |
| 2005  | Khamosh: Khauf Ki Khaufnak Raat  | Dr Sakshi Saagar          | Deepak Tijori               | Shilpa Shetty, Rakhi Sawant, Rajiv Singh                    |                                                                               |
| 2005  | Home Delivery: Aapko... Ghar Tak | Parvati Kakkar            | Sujoy Ghosh                 | Vivek Oberoi, Ayesha Takia, Boman Irani                     |                                                                               |
| 2005  | 7½ Phere                         | Asmi Ganatra              | Ishaan Trivedi              | Irfan Khan                                                  |                                                                               |
| 2005  | Dosti: Friends Forever           | Aditi                     | Suneel Darshan              | Akshay Kumar, Bobby Deol, Kareena Kapoor, Lara Dutta        |                                                                               |
| 2006  | Bas Ek Pal                       | Ira Malhotra              | Onir                        | Urmila Matondkar, Jimmy Shergill                            |                                                                               |
| 2006  | Waris Shah-Ishq Da Waaris        | Bhaagbhari                | Manoj Punj                  | Gurdas Mann, Divya Dutta, Sushant Singh                     |                                                                               |
| 2007  | Salaam-e-Ishq: A Tribute To Love | Seema                     | Nikhil Advani               | Anil Kapoor, Salman Khan, Priyanka Chopra                   |                                                                               |
| 2007  | Swami                            | Radha                     | Ganesh Acharya              | Manoj Bajpai                                                |                                                                               |
| 2007  | Om Shanti Om                     | Elle-même                 | Farah Khan                  |                                                             | Participation exceptionnelle dans Deewangi Deewangi                           |
| 2008  | Bhootnath                        | Anjali Sharma             | Vivek Sharma                | Amitabh Bachchan, Shahrukh Khan                             |                                                                               |
| 2008  | Krazzy 4                         | Dr Sonali                 | Jaideep Sen                 | Arshad Warsi, Irrfan Khan, Rajpal Yadav                     |                                                                               |
| 2008  | Kismat Konnection                | Haseena Bano Jaan         | Aziz Mirza                  | Shahid Kapoor, Vidya Balan                                  |                                                                               |
| 2009  | Luck by Chance                   | Minty                     | Zoya Akhtar                 | Farhan Akhtar, Konkona Sen Sharma, Rishi Kapoor             |                                                                               |
| 2009  | Kal Kissne Dekha                 |                           | Vivek Sharma                |                                                             | Participation exceptionnelle                                                  |
| 2010  | Sukhmani - Hope for Life         | La femme de Kuldeep Singh | Manjeet Maan                | Gurdas Maan                                                 | Film punjabi                                                                  |
| 2010  | Ramayana: The Epic               | Sita                      | Chetan Desai                | Manoj Bajpai, Ashutosh Rana, Mukesh Khanna                  |                                                                               |
| 2011  | I Am                             | Megha                     | Onir                        | Manisha Koirala                                             | Nomination—Filmfare Award de la meilleure actrice dans un second rôle         |
| 2012  | Main Krishna Hoon                | Krishna Karan hasband     | Rajiv S. Ruia               | Katrina Kaif, Hrithik Roshan                                |                                                                               |
| 2012  | Son Of Sardar                    |                           | Ashwini Dhir                | Ajay Devgan, Sonakshi Sinha, Sanjay Dutt                    |                                                                               |

### Productrice
- 2003 – Chalte Chalte
- 2001 – Asoka
- 2000 – Phir Bhi Dil Hai Hindustani

## Émissions de télévision
- 2012 - Indian Premier League : elle-même
- 2009 - Kal Kissne Dekha  : elle-même
- 2007 - 52nd Fair One Filmfare Awards : elle-même
- 2004 - Indian Idol : membre du jury